# آبشش‌پوش

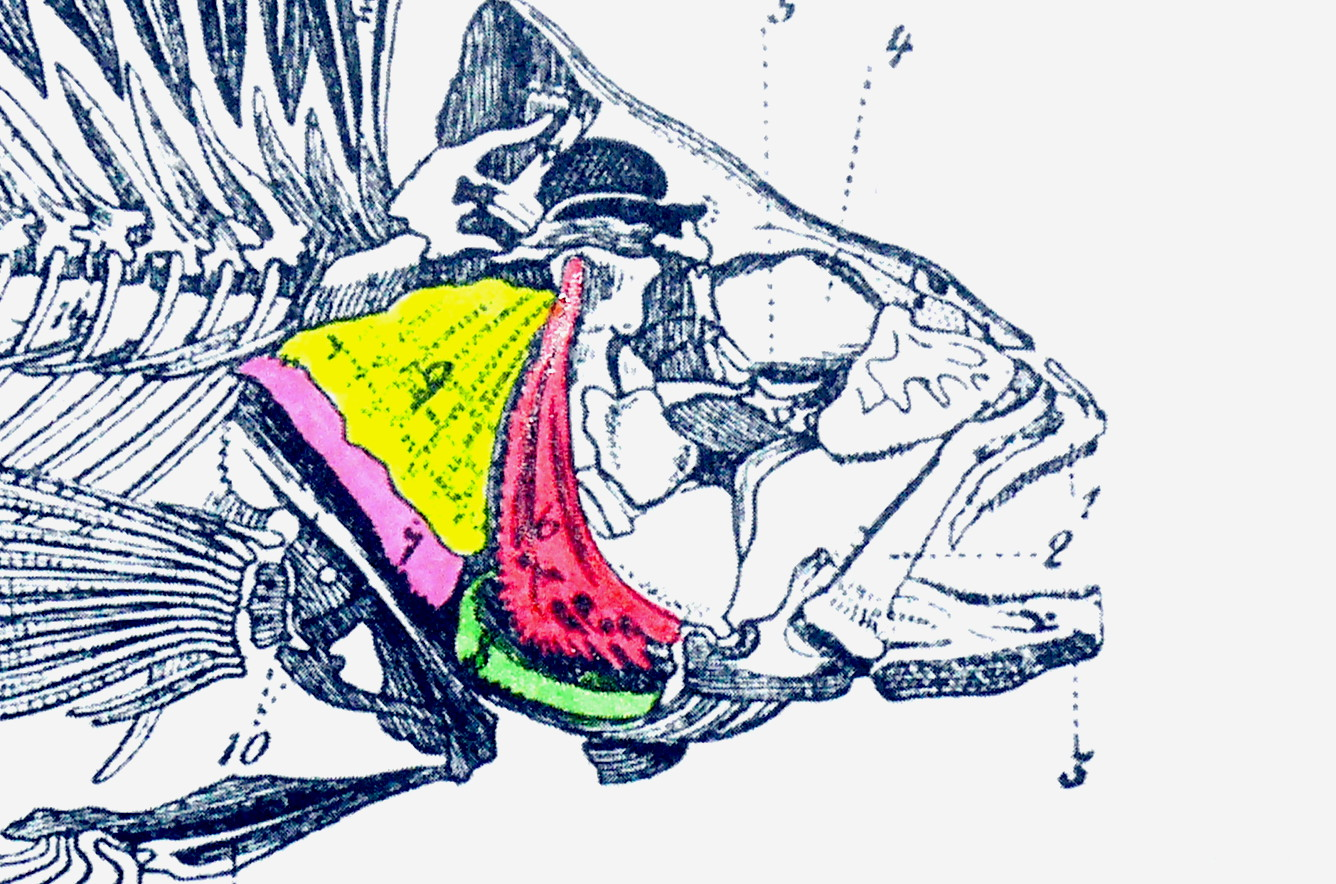
آب‌شش‌پوش اصلی به رنگ زرد، به اضافه پیش‌پوشش (قرمز)، میان‌پوشش (سبز) و زیرپوشش (صورتی).

آبشُش‌پوش یا سرپوش آبشُشی (انگلیسی: Operculum) صفحه‌ای استخوان‌مانند است که آبشش‌های ماهیان استخوانی را پوشانده‌است. این صفحه به جمجمه وصل شده و به محافظت از آبشش‌ها کمک می‌کند. در بیشتر ماهی‌ها، قسمت خلفی (پشتی) آبشش‌پوش، محل جدایی سر و بدن را نشان می‌دهد.
ماهی‌های غضروفی مانند سفره‌ماهی‌ها و کوسه‌ها آبشش‌پوش ندارند، اما چاک آبششی دارند. گورامی بالارو از جفت‌باله‌های خود به اضافه آبشش‌پوش برای پیمودن مسافت‌های کوتاه بر روی زمین استفاده می‌کند.
هنگامی که ماهی دهان خود را باز می‌کند، آب در اثر گسترش حفره دهانی، به داخل مکیده می‌شود. در این هنگام حفره دور آبششی به سرعت گسترش می‌یابد، اما منفذ آن هنوز بسته‌است که باعث جریان یافتن آب بر روی آبشش‌ها می‌شود. هنگامی که ماهی، دهان خود را می‌بندد، حفره دور آبششی منقبض می‌شود و آب از طریق منفذ آبشش‌پوش به بیرون راه می‌یابد.

## کالبدشناسی
آبشش‌ها در دو طرف سر ماهی، زیر سرپوش‌های آبششی (آبشش‌پوش) قرار دارند. هر آبشش از یک کمان آبششی و دو ردیف رشته‌های آبششی متصل به آن تشکیل شده‌است. زیر هر آبشش‌پوش چهار کمان و رشته‌های آبششی متصل به آن قرار دارند. در رشته‌های آبششی، شبکه غنی مویرگی وجود دارد. تماس مداوم آب با رشته‌های آبششی، به خصوص این که جهت عبور آب در خلاف جهت جریان خون می‌باشد، سبب انتشار اکسیژن از آب به خون و انتشار دی‌اکسید کربن از خون به آب می‌شود.
آبشش‌پوش از چهار قسمت تشکیل شده‌است: آب‌شش‌پوش اصلی، پیش‌پوشش، میان‌پوشش و زیرپوشش. با این حال، شکل این اندام بین گونه‌های مختلف بسیار متفاوت است. برای برخی از ماهی‌ها، آبشش‌پوش برای به دست آوردن اکسیژن بسیار مهم است. با بسته شدن دهان ماهی، آبشش‌پوش باز می‌شود و در نتیجه، از فشار درونی ماهی کاسته می‌شود. این امر باعث می‌شود که آب از بین تیغه‌های آبشش داخل بدن شود.